# Hipotalamusno-hipofizno-gonadalna osovina
Hipotalamusno-hipofizno-gonadalna osovina (HPG osa) se odnosi na zajedničko dejstvo endokrinih žlezda: hipotalamusa, hipofize, i gonada. Te žlezde često kooperativno deluju, te je u poljima fiziologije i endokrinologije podesno i opisno da se smatraju jedinstvenim sistemom.
Hipotalamusno-hipofizno-gonadalna osovina je kritični deo razvoja i regulacije brojnih telesnih sistema, kao što su reproduktivni i imunski sistemi. Fluktuacije hormona uzrokuju promene u hormonima koje pojedine žlezde formiraje i imaju razne opšte i lokalne efekte u telu.
Ova osa kontroliše razviće, reprodukciju, i starenje životinja. Hipotalamus proizvodi gonadotropin-oslobađajući hormon (GnRH). Anteriorna porcija hipofize formira luteinizirajući hormon (LH) i folikulostimulišući hormon (FSH), a polne žlezde formiraju estrogen i testosteron.

## Lokacija i regulacija
Hipotalamus je lociran u mozgu i izlučujuje GnRH. GnRH putuje do anteriorne porcije hipofize i vezuje se za receptore na sekretornim ćelijama adenohipofize. U odgovoru na GnRH stimulaciju te ćelije proizvode LH i FSH, koji se prenose krvotokom.
Ta dva hormona učestvuju u kommnikaciji sa polnim žlezdama. Kod žena FSH i LH prvenstveno aktiviraju jajnike da proizvode estrogen i inhibin, i da regulišu menstrualni ciklus. Estrogen formira negativnu povratnu petlju putem inhibiranja produkcije GnRH u hipotalamusu. Inhibin inhibira aktivin, periferno proizvedeni hormon koji pozitivno stimuliše ćelije koje proizvode GnRH. Folistatin, koji se formira u svim telesnim tkivima, inhibira aktivin i daje ostatku tela veći stepen kontrole nad osom. Kod muškaraca LH stimuliše interstitinalne ćelije locirane u testisima da proizvode testosteron, i FSH učestvuje u spermatogenezi. Muškarci izlučuju samo male količine estrogena. Nedavna istraživanja su pokazala da postoji neurosteroidna osa, koja pomaže korteksu da reguliše hipotalamusnu produkciju GnRH.